# Фундаментальні види

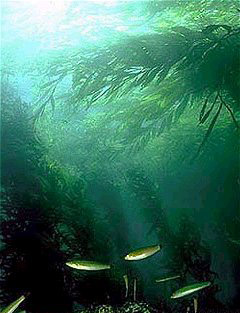
Каліфорнійський водоростевий ліс

Фундаментальним видом в екології є панівний продуцент в екосистемах, як з точки зору чисельності, так і впливу. Приклади включають в себе водорості у водоростевому лісі і корали на  кораловому рифі.

## Аналогічні поняття
Ключові види є «інженерами» екосистеми. Наприклад,  бобри будують греблі, що докорінно змінює динаміку екосистеми, де вони проживають.